# Phlogophora ignicula
Phlogophora ignicula är en fjärilsart som beskrevs av Franz Dannehl 1926. Phlogophora ignicula ingår i släktet Phlogophora och familjen nattflyn. Inga underarter finns listade i Catalogue of Life.